# چاریل-سینترات
چاریل-سینترات (به فرانسوی: Chareil-Cintrat) یک کمون (فرانسه) در فرانسه است که در canton of Chantelle واقع شده‌است. چاریل-سینترات ۱۲٫۷۷ کیلومتر مربع مساحت دارد ۲۳۱ متر بالاتر از سطح دریا واقع شده‌است.